# Colin Kelly
Colin Purdie Kelly, Jr. (Madison, 11 juli 1915 - Filipijnen, 10 december 1941) was een Amerikaanse militair met de rang kapitein. Hij kwam om tijdens de Slag om de Filipijnen, kort na de aanval op Pearl Harbor.

## Levensloop
Kelly begon in 1933 aan de militaire academie van West Point en werd na zijn slagen in 1937 ingedeeld bij de United States Army Air Corps.
Op 7 december 1941, toen het Japanse leger was begonnen aan de aanval op Pearl Harbor, maakte hij deel uit van het 42D Bomb Squadron. Drie dagen later steeg hij als B-17 Flying Fortress-bommenwerperpiloot op van de Amerikaanse vliegbasis Clark Air Base op de eilandengroep Luzon in de Filipijnen.
Tijdens de bombardementen raakte zijn vliegtuig de Japanse lichte kruiser Natori. Vervolgens kwam hij in een poging terug te vliegen onder vuur te liggen van Japanse Mitsubishi A6M Zero's. Kelly bleef aan de knuppel zodat zijn bemanningsleden veilig het vliegtuig konden verlaten. Toen ontplofte het vliegtuig, waardoor hij en zijn copiloot Donald Robins uit het vliegtuig werden geslingerd. Robins was in staat zijn parachute vroegtijdig te openen. Kelly's parachute opende echter niet, wat zijn dood betekende.

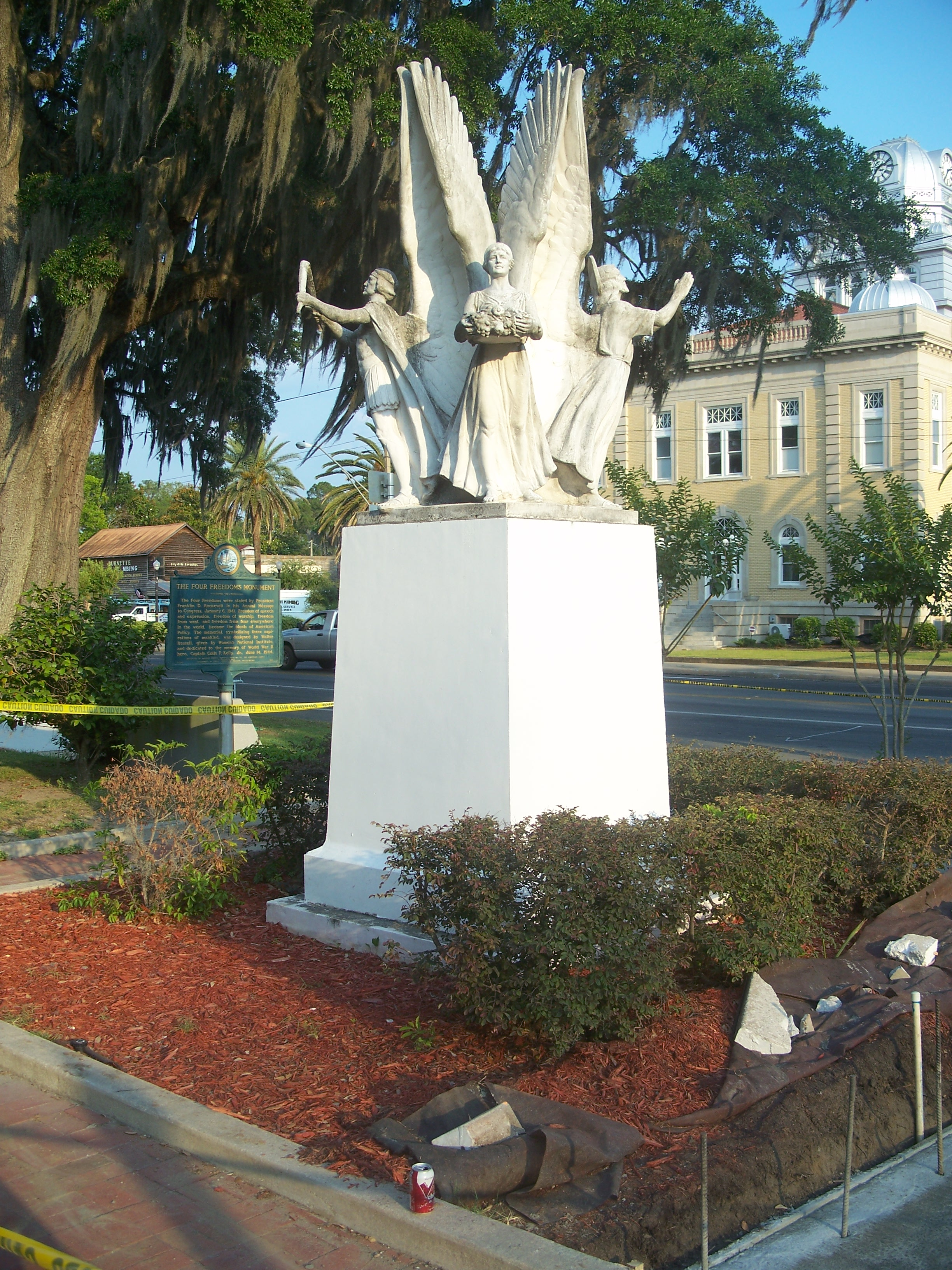
Het Four Freedoms Monument staat ter ere van Kelly in zijn geboorteplaats

## Erkenning
Kelly wordt sindsdien herinnerd als een van de eerste Amerikaanse helden van de Tweede Wereldoorlog, voor het opofferen van zijn eigen leven om zijn bemanning te redden. Postuum kreeg hij daarvoor het Distinguished Service Cross.
Hij werd op meer manieren geëerd, bijvoorbeeld door twee schilders die postuum een doek aan Kelly wijdden: Robert Taylor schilderde het luchtgevecht The Legend of Colin Kelly en Deane Keller maakte een schilderij van Kelly voor zijn vliegtuig (zie rechtsboven).
Verder werden er onder meer een libertyschip naar hem vernoemd, verschillende straten en de Colin Kelly Middle School in Eugene (Oregon).
Ter ere van hem werd het Four Freedoms Monument verplaatst van New York naar zijn geboorteplaats Madison. President Franklin Delano Roosevelt schreef bovendien een brief "aan de president van de Verenigde Staten in 1956", waarin hij verzocht om een benoeming voor Kelly's toen nog minderjarige zoon als cadet van West Point. In 1959 ging president Dwight D. Eisenhower op dit verzoek in en Colin Kelly III slaagde in 1963 op de militaire academie van West Point.

## Decoraties
- Distinguished Service Cross (United States) op 10 december 1941[2]
- Distinguished Flying Cross (United States)[2]